# Piero Necchi
Piero Necchi (ur. 26 grudnia 1951 w Alessandrii) – włoski kierowca wyścigowy.

## Kariera
Necchi rozpoczął międzynarodową karierę w wyścigach samochodowych w 1976 roku od startów we Włoskiej Formule Ford 2000 oraz Europejskiej Formuły 3. Jedynie w Formule Ford zdobywał punkty. Z dorobkiem trzech zwycięstw uplasował się tam na drugiej pozycji w klasyfikacji generalnej. W późniejszych latach pojawiał się także w stawce Brytyjskiej Formuły 3 BARC, Włoskiej Formuły 3, Europejskiej Formuły 2, Grand Prix Monza, Campionato Italiano Turismo Endurance, Italian Touring Endurance Championship, Italian GT Championship, GT Sprint International Series, Campionato Italiano Gran Turismo oraz Superstars GT Sprint.
W Europejskiej Formule 2 Włoch startował w latach 1978–1982. W pierwszym sezonie startów dwukrotnie stawał na podium. Uzbierane trzynaście punktów dało mu szóste miejsce w końcowej klasyfikacji kierowców. W kolejnych dwóch sezonach startów nie zdobywał żadnych punktów. W 1981 roku w ciągu ośmiu wyścigów, w których wystartował, dwukrotnie stawał na podium. Z dorobkiem dziewięciu punktów uplasował się na jedenastej pozycji w klasyfikacji generalnej. W sezonie 1982 jego najwyższą pozycją w wyścigu było dwunaste miejsce. Został sklasyfikowany na 32 pozycji w końcowej klasyfikacji kierowców.